# ابراهیم ابوالعفیا
ابراهیم بن سموئیل ابوالعفیا(عبری: אברהם בן שמואל אבולעפיה) بنیان‌گذار مکتب و آموزه پیامبری کابالایی بود که در اسپانیا زاده شد و در سال ۱۲۹۱ در کومینو درگذشت.

## زندگی
ابراهیم در ساراگوسا به سال ۱۲۴۰ میلادی زاده شد و جوانیش را در تودلا در ناوار گذرانید. پدرش تورات و میدراش و دستور زبان عبری و برخی از بخش‌های میشنا و تلمود را به وی آموخت. ابراهیم، هیجده سال داشت که پدرش کشته شد. وی اسپانیا را ترک گفت، و به خاورنزدیک رفت تا جریانی را درباره افسانه سامبشن دریابد، بنا به گفته‌ها اسباط گمشده در آن‌جا سکونت داشتند. جنگ‌های صلیبی در حمص و اورشلیم خیلی زود او را از عکا به سوی اروپا بازگرداند، یعنی جایی که ده‌سال را در یونان و ایتالیا سپری ساخت. او در طی این سال‌های مسافرت، به فلسفه پرداخت و به ویژه نوشته‌ها و آثار موسی بن میمون را مطالعه نمود و از نظریات و عقاید او دفاع می‌کرد.
ابوالعفیا همزمان به آموختن باورهای کابالای دوره خویش پرداخت. او در حوالی ۱۲۷۰ برای سه یا چهار سال به اسپانیا بازگشت و در طی این سال‌ها به پژوهش‌های عرفانی ادامه داد. در بارسلونا او کتاب یصیرا و دوازده شرح آن را خواند که در وی تأثیرگذار بود.
مدتی بعد، او به کاستیل سفر کرد و در آن‌جا آموزه نبوت کابالایی را بنیان نهاد. او نخستین کتاب‌های پیامبرانه خویش، یعنی سفر یاشار را در سال ۱۲۷۹ در پاتراس نوشت.
از دیگر نوشته‌های پیامبرگونه وی تنها کتاب مکاشفات ابوالعفیا که سفرهااوت یا کتاب علامت نامیده می‌شود، باقی‌مانده‌است.

### سفر به رم
در سال ۱۲۸۰ٰ، ابوالعفیا قصد سفر به رم کرد. پاپ نیکلاس سوم دستور داد که زمانی که یهود به رم می‌آید تا با او سخن بگوید، به او اجازه حضور ندهند، بلکه او را به بیرون از شهر برده و بسوزانند. ولی ابوالعفیا با آن‌که از این موضوع خبر داشت، خود را آماده حضور در رم دید. پس از دو ماه، وی به دروازه شهر رم رسید و خبردار شد که پاپ مرده است. ابوالعفیا به مدت یک ماه زندانی و توقیف شد و سپس آزاد گشت.

### سرگردانی و تبعید به کومینو
ابوالعفیا در مسینا برای یک دهه خود را پیامبر و مسیحا معرفی کرد. او شاگردان بسیاری در پالیرمو داشت. جماعت محلی یهود در پالیرمو، او را طرد کرد و وی را مرتد و بدعت‌گزار نامید، و نامه‌ای هم به سلیمان بن ابراهیم بن ادرت نوشته شد که ارتداد او را از یهودیت تأیید می‌کرد. در این میان، دوران سرگردانی ابوالعفیا آغاز شد. وی این سال‌ها را در ناپلس گذراند و اغلب آثار او در این دوره نوشته شد. از آن پس، ابوالعفیا به جزیره کومینو نزدیک مالتا تبعید شد و در سال‌های بین ۱۲۸۵ تا ۱۲۸۸ در آن‌جا زیست.

## نوشته‌ها
مهم‌ترین کتاب‌ها و نوشته‌های ابوالعفیا عبارت‌اند از:
- سفرها گئولا: تفسیر و شرحی بر دلیل‌المتحیرین نوشته موسی بن میمون
- سفر حیئها نفش: تفسیر دیگری بر دلیل المتحیرین.
- سفرها یاشار: کتاب پرهیزکاران(۱۲۷۹)
- سفر سیتره توره: تفسیر دلالةالحرائر نوشته موسی بن میمون
- حیءها اولام‌ها با: زندگی در جهان آخرت (۱۲۸۰)
- اور هاشکل: نور متحیرین.
- سفرها اوت: کتاب علامت
- ایمرئی شفر: کتاب زیبایی

 این مقاله متنی از یک انتشار که اکنون در مالکیت عمومی است را شامل می‌شود.: Singer, Isidore;  et al., eds. (1901–1906). Jewish Encyclopedia. New York: Funk & Wagnalls. {{cite encyclopedia}}: Missing or empty |title= (help)
- Wikipedia contributors, «Abraham Abulafia,» Wikipedia, The Free Encyclopedia*